# Ильичевка (Октябрьский район)
Ильичевка — хутор в Октябрьском районе Ростовской области.
Входит в состав Алексеевского сельского поселения.

## География

### Улицы
| - ул. Абрикосовая, - ул. Железнодорожная, - ул. Заречная, - ул. Кирпичный завод, - ул. Красноармейская, | - ул. Молодёжная, - ул. Победы Революции, - ул. Садовая, - ул. Целинная. |

## Население
| 2010 |
| ---- |
| 1435 |